# Comune distrettuale di Panevėžys
Il comune distrettuale di Panevėžys è uno dei 60 comuni della Lituania, situato nella regione dell'Aukštaitija.